# Dunbartonshire Orientale
Il Dunbartonshire Orientale (gaelico scozzese Siorrachd Dhùn Bhreatainn an Ear) è un'area amministrativa della Scozia.

## Località
- Baldernock
- Bearsden
- Balmore
- Bishopbriggs
- Kirkintilloch
- Lennoxtown
- Lenzie
- Milngavie
- Milton of Campsie
- Torrance
- Twechar